# Gle Batucandi
Gle Batucandi är ett berg i Indonesien.   Det ligger i provinsen Aceh, i den västra delen av landet, 1 700 km nordväst om huvudstaden Jakarta. Toppen på Gle Batucandi är 1 408 meter över havet.
Terrängen runt Gle Batucandi är kuperad österut, men västerut är den bergig. Runt Gle Batucandi är det mycket glesbefolkat, med 5 invånare per kvadratkilometer. I omgivningarna runt Gle Batucandi växer i huvudsak städsegrön lövskog.